# Aschkelon
Aschkelon (hebräisch אַשְׁקְלוֹן Aschqəlōn; modernhebräische Aussprache sowohl ['aʃklɔn] als auch [aʃ'klɔn], arabisch عسقلان, DMG ʿAsqalān, akkadisch Iš-qi-il-lu-nu, lateinisch Ascalon) ist eine Stadt im Südbezirk Israels. Sie liegt nördlich von Gaza-Stadt an der südöstlichen Mittelmeerküste.

## Geografie
Das Zentrum des heutigen Aschkelon ist der Stadtteil Afridar. Die Stadt besitzt einen ausgedehnten Sandstrand. Am südlichen Stadtrand befindet sich am Meer ein archäologischer Park mit den Ruinen der antiken Siedlungen.

## Geschichte
Aschkelon war von der mittleren Bronzezeit bis ins Mittelalter eine wichtige Handelsstadt und ein wichtiger befestigter Platz an den Verkehrswegen zwischen Ägypten und Palästina. Es gibt am Ort aber auch noch ältere Funde, etwa aus der Steinzeit. Nach den Kreuzzügen versank der Ort in Bedeutungslosigkeit. Am Ende des Osmanischen Reichs bestand hier eine kleine arabische Siedlung. Um Aschkelon im Staat Israel zu fördern, erhielt es den Status einer Entwicklungsstadt.

## Einwohner
Das israelische Zentralbüro für Statistik gibt bei den Volkszählungen vom 22. Mai 1961, 19. Mai 1972, 4. Juni 1983, 4. November 1995 und vom 28. Dezember 2008 für Aschkelon folgende Einwohnerzahlen an:
| Jahr der Volkszählung | 1961   | 1972   | 1983   | 1995   | 2008    | 2016    |
| Anzahl der Einwohner  | 24.310 | 43.000 | 52.894 | 80.938 | 110.416 | 134.454 |

## Wirtschaft
Die seit 2005 in Aschkelon betriebene Umkehrosmoseanlage ist die erste des Landes und eine der größten der Welt. Pro Tag kann sie 390.000 Kubikmeter Frischwasser produzieren, womit sie 20 % des israelischen Trinkwasserbedarfes deckt. Nach einem geplanten Ausbau soll die Trinkwasserproduktion von derzeit (Stand 2025) 120 Millionen auf 220 Millionen Kubikmeter gesteigert werden.
Das bei Aschkelon stehende Kohlekraftwerk Rutenberg versorgt die Region, einschließlich des Gazastreifens, mit Elektrizität.

## Verkehr

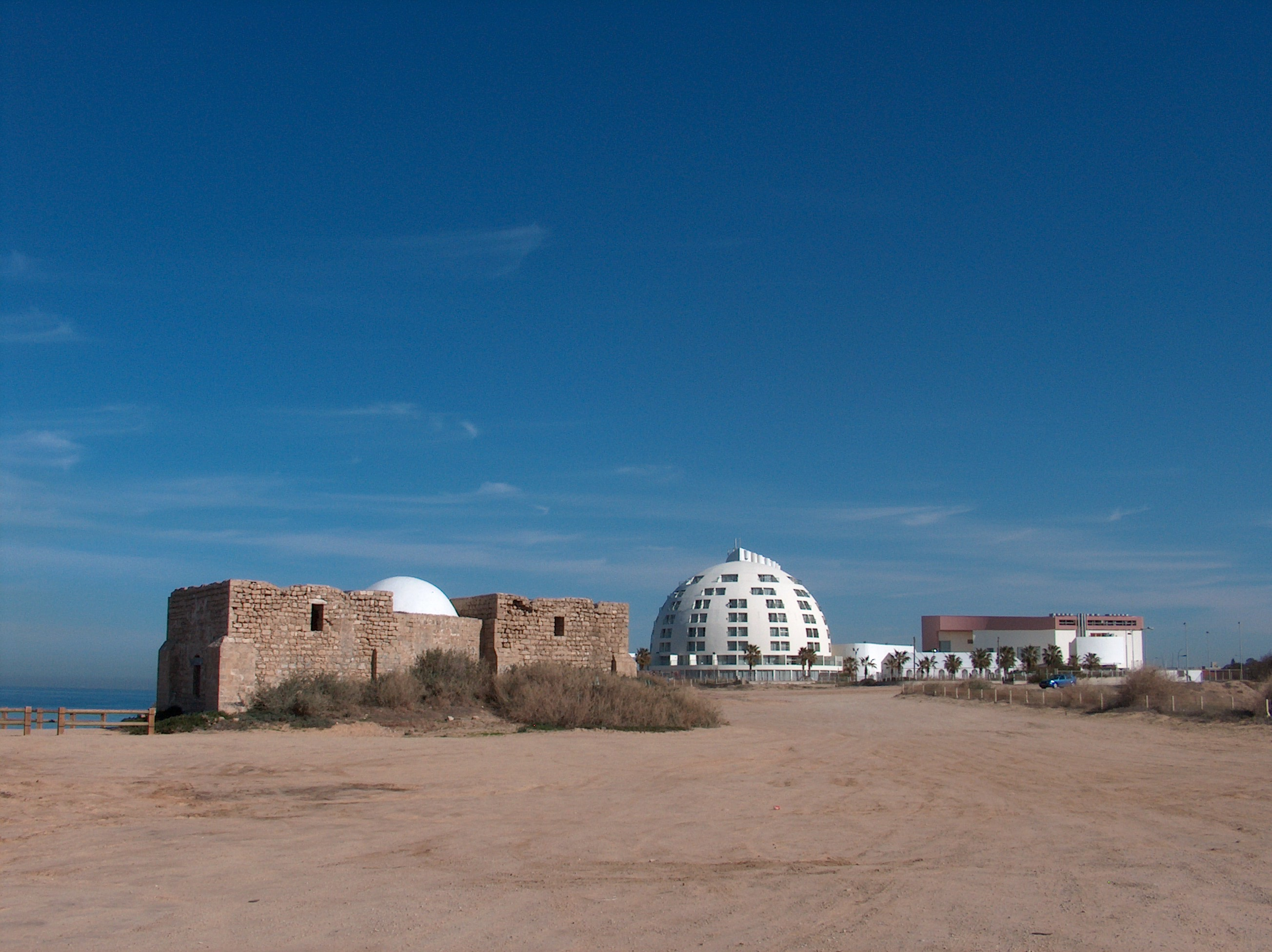
Grabstätte von Scheich Awad, im Hintergrund das Hotel Harlington

Die Stadt ist an das Netz der Israel Railways angebunden. Nach Norden führen Verbindungen nach Tel Aviv und Lod, nach Süden die Bahnstrecke Aschkelon–Be’er Scheva und eine nur von Güterzügen befahrene Strecke nach Kirjat Gat.

## Bürgermeister
- Benny Vaknin (bis 2013)
- Itamar Shimoni (2013–2017)
- Tomer Glam (seit 2017)

## Sport
Das Sala-Stadion fasst 10.000 Zuschauer und ist Heimat des Fußballvereins Hapoel Aschkelon.
Aschkelon war im November 1970 als Austragungsort für den Großen Preis von Israel vorgesehen, eine Automobilsportveranstaltung nach Formel-2-Kriterien. Das Rennen musste wegen schwerer Sicherheitsmängel abgesagt werden.

## Städtepartnerschaften
| Amerika                                                      | Europa                                                                         | Afrika          | Asien                                           |
| ------------------------------------------------------------ | ------------------------------------------------------------------------------ | --------------- | ----------------------------------------------- |
| Côte-Saint-Luc, Kanada Portland (Oregon), USA Baltimore, USA | Aix-en-Provence, Frankreich Sopot, Polen Bezirk Pankow von Berlin, Deutschland | Entebbe, Uganda | Kutaissi, Georgien Xinyang, Volksrepublik China |

## Söhne und Töchter der Stadt
- Antiochos von Askalon (140 v. Chr. – 67 v. Chr.), griechischer Philosoph
- Eutokios von Askalon (5. Jahrhundert n. Chr.), griechischer Mathematiker und Philosoph
- Dorotheos von Gaza (510–580), christlicher Mönch und Abt
- Eva Erben (* 1930), Schriftstellerin
- Israel Katz (* 1955), Politiker
- Ya’akov Schabtai (* 1964), der 19. Polizeikommissar der israelischen Polizei
- Yaël Abecassis (* 1967), Schauspielerin
- Oriana Schrage (* 1977), Schauspielerin
- Lior Shamriz (* 1978), Filmregisseur
- Dikla Hadar (* 1981), Schauspielerin und Synchronsprecherin
- Barak Itzhaki (* 1984), Fußballspieler
- Hadas Ben Aroya (* 1988), Schauspielerin, Drehbuchautorin und Regisseurin
- Maor Levi (* 1988), Musikproduzent und DJ
- Michael Ben David (* 1996), Sänger

## Weiter Wissenswert

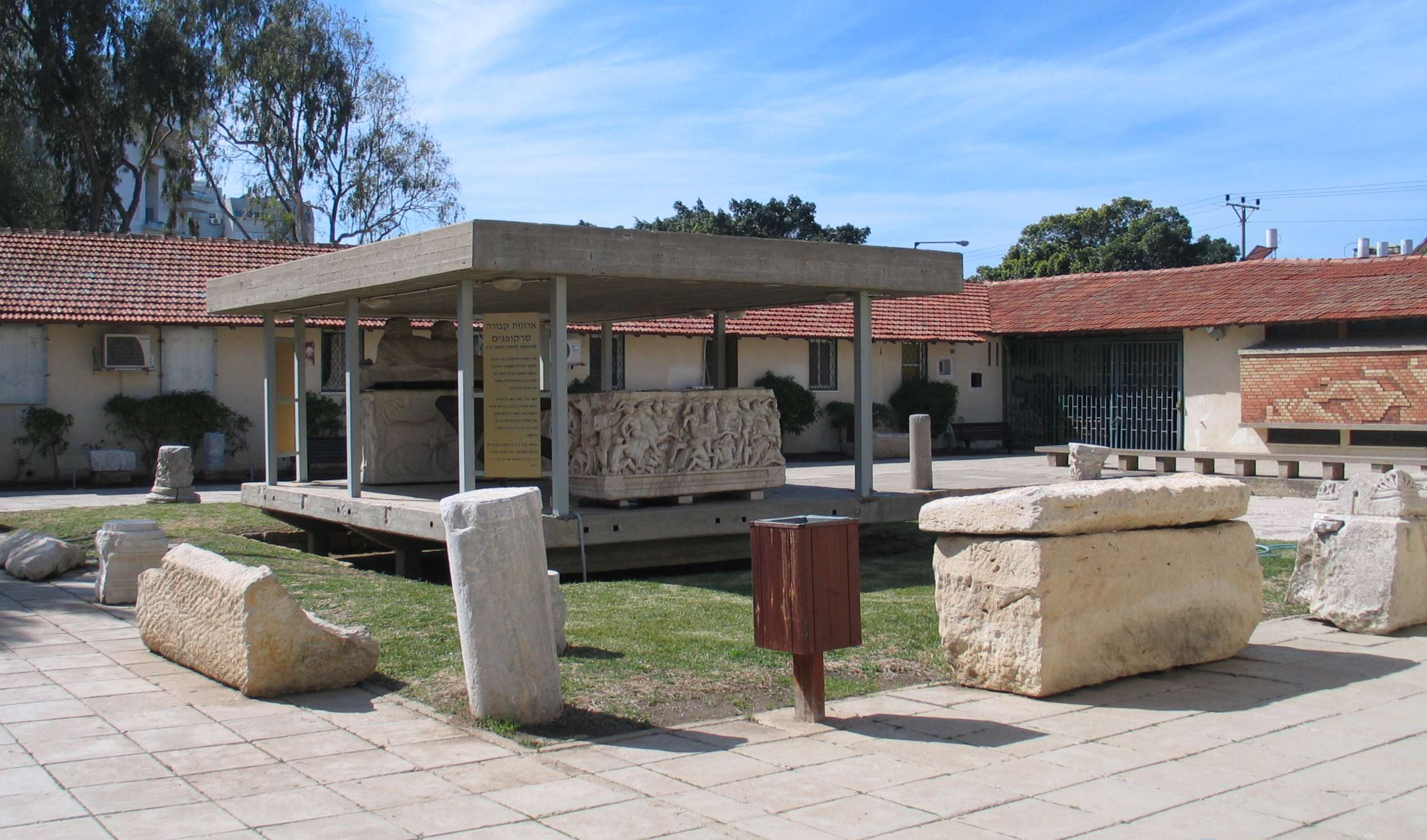
Archäologischer Park von Aschkelon

In Aschkelon befindet sich auch das Schikma-Gefängnis, das früher nach der Stadt benannt war.